# Sobe Charles Umeh
Umeh Charles Sobechukwu, acreditado profesionalmente como Sobe Charles Umeh es un director y productor de cine y televisión nigeriano-canadiense, conocido por las películas Sorelle, Black Vision y Bad Drop, así como por la película ganadora del Africa Magic Viewers Choice (AMVCA) 2017, Amonye Bu Onye.

## Carrera profesional
Sobe comenzó su carrera cinematográfica en 2015 cuando coprodujo su primer largometraje Bad Drop con el actor y productor Stan Nze. La película ganó dos premios y distintas nominaciones.

## Filmografía
| Año  | Título                  | Notas | Rol                                       |
| ---- | ----------------------- | --- | ----------------------------------------- |
| 2015 | Bad Drop                | Ganó el premio a la Mejor Película de Comedia en el Festival Internacional de Cine de Abuya (AIFF) 2015, el actor Kalu Ikeagu también ganó el premio al Mejor Actor de Reparto en los Best of Nollywood Awards 2015 por su papel en esta película. | Director y Productor                      |
| 2015 | On the Brink            | Premio especial del jurado a la mejor película (Nollywood) Festival Internacional de Cine de Nollywood de Toronto (TINFF) 2017 | Director                                  |
| 2016 | How Not To Fall In Love | | Productor ejecutivo, productor y director |
| 2016 | Gone Grey               | | Productor ejecutivo y director            |
| 2016 | Amonye Bu Onye          | Mejor película indígena: African Movies Viewers Choice Awards (AMVCA) 2017 | Director                                  |
| 2017 | Surrogate               | | Director                                  |
| 2017 | At your service         | | Director                                  |
| 2017 | 5th Floor               | | Director                                  |
| 2017 | The Patient             | Con Ini Edo y Seun Akindele | Director                                  |
| 2017 | Love and cancer         | | Director                                  |